# Nepalesen in Deutschland

Regionale Verteilung der nepalesischen Staatsbürger 2021

Nepalesen in Deutschland sind Einwanderer, Flüchtlinge und Expatriierte aus Nepal sowie Deutsche nepalesischer Herkunft. Die meisten von ihnen leben in der Stadt Berlin. Insgesamt leben über 8500 Nepalesen in Deutschland. Kleinere Minderheiten leben auch in den Städten Hamburg, München und Frankfurt am Main. Die meisten von ihnen beherrschen die deutsche Sprache neben ihrer nepalesischen Sprache und sind meist Anhänger des Hinduismus und des Buddhismus.

## Migrationsgeschichte
Hunderte Nepalesen wanderten während des von 1994 bis 2006 andauernden Bürgerkriegs in Nepal nach Deutschland ein, um politisches Asyl zu finden, wobei sie entweder vor den Maoisten oder vor der Polizei flohen. Eine kleinere Gruppe von nepalesischen Unternehmern und internationalen Studenten wanderte ebenfalls nach Deutschland ein, um Geschäfte zu machen und sich höher weiterzubilden.

## Verbreitung

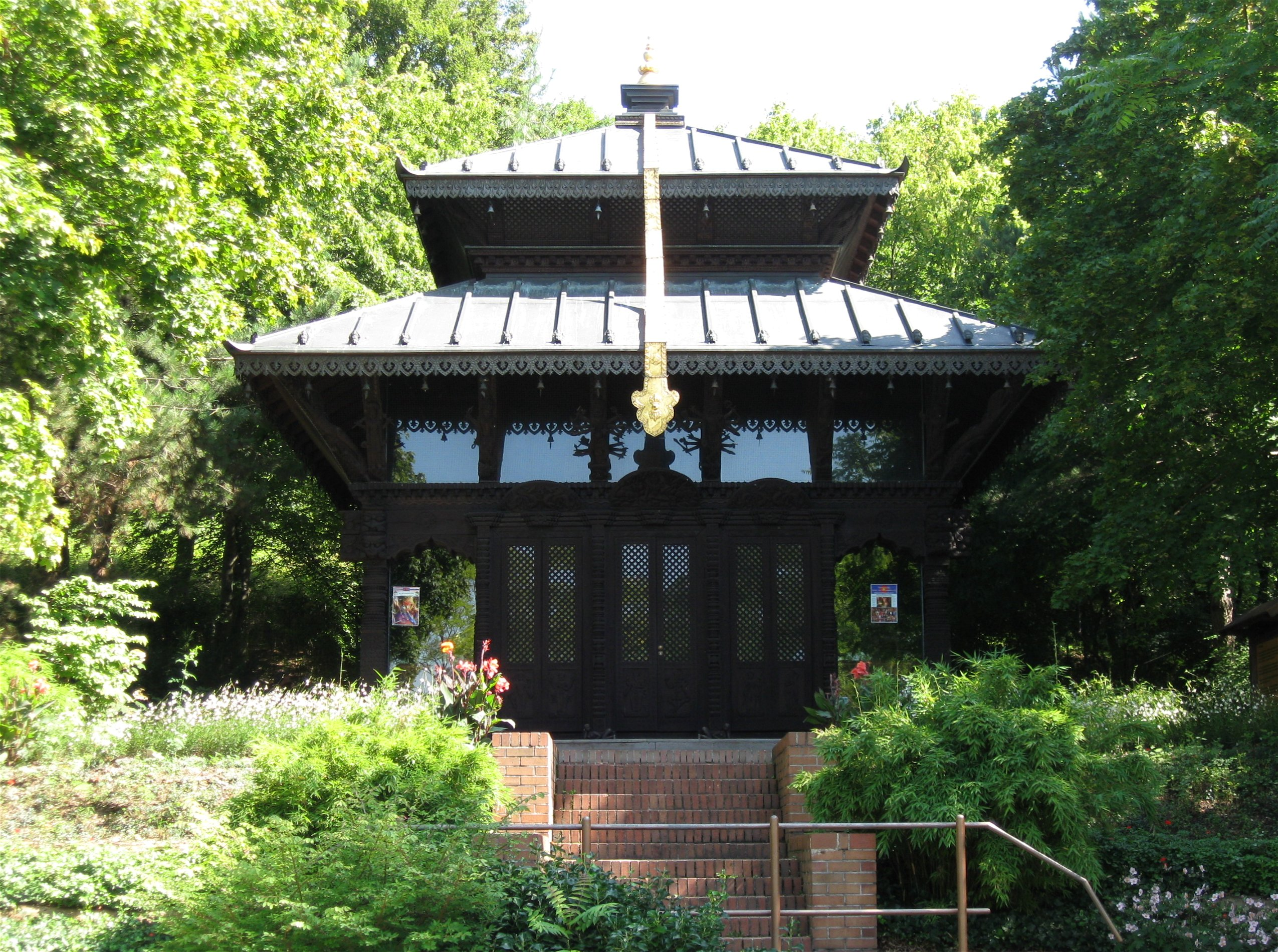
Nepalesische Pagode im Westpark, München, 1983 erbaut

Es gibt mehrere 200 Nepalesen, die in und um München leben; es gibt auch eine kleine, aber bedeutende Gemeinde von Studenten, die Medizin, Sprachen und andere Fächer studieren und daher als Nepalesen in Deutschland bleiben. So gibt es auch ein nepalesisches Restaurant in München sowie eine nepalesische Schule.
Im Münchner Westpark steht eine neun Meter hohe nepalesische Pagode, die nach traditionellen Vorbildern in Handarbeit aus Holz erbaut wurde. 

## Organisationen
Nepali Samaj, Germany ist eine nepalesische Gemeinschaftsorganisation in der Bundesrepublik Deutschland. Die Organisation wurde im April 2003 von der Gruppe junger Nepalesen in Deutschland mit den Freunden von Nepalesen in Deutschland gegründet.
Andere Organisationen sind die Non Resident Nepali Association-Germany (NRN-NCC-Germany) und die große SONOG (Students of Nepalese Origin in Germany).

## Bekannte Nepalesen in Deutschland
- Zascha Moktan (* 1981), nepalesisch-deutsche Sängerin, Pianistin und Gitarristin